# Villaescusa de Roa
Villaescusa de Roa é um município da Espanha na província de Burgos, comunidade autónoma de Castela e Leão, de área 17,49 km² com população de 169 habitantes (2004) e densidade populacional de 9,66 hab/km².

## Demografia
| Variação demográfica do município entre 1991 e 2004 | Variação demográfica do município entre 1991 e 2004 | Variação demográfica do município entre 1991 e 2004 | Variação demográfica do município entre 1991 e 2004 |
| --------------------------------------------------- | --------------------------------------------------- | --------------------------------------------------- | --------------------------------------------------- |
| 1991                                                | 1996                                                | 2001                                                | 2004                                                |
| 192                                                 | 182                                                 | 169                                                 | 169                                                 |